# Arkadź Smolicz
Arkadź Smolicz, biał. Аркадзь Антонавіч Смоліч, Arkadź Antonawicz Smolicz (ur. 29 września 1891 w Bacewiczach koło Bobrujska, zm. 17 czerwca 1938 w Omsku) – białoruski działacz narodowy, polityk socjaldemokratyczny, naukowiec - geograf i kartograf, minister rolnictwa w rządzie BRL, premier BRL w 1920 roku, działacz społeczny i naukowy na Białorusi radzieckiej. 
Kształcił się na seminarium duchownym w Mińsku, później w Nowoaleksandryjskim Instytucie Rolnictwa i Leśnictwa (obecnie Puławy) i Politechnice Kijowskiej. 
Od 1910 roku członek Białoruskiej Socjalistycznej Hramady, zaangażowany w działalność Biełorusskoj chatki w Mińsku. Pisywał do gazet "Ranica" ("Раніца") i "Łuczynka" ("Лучынка"). 
W marcu 1917 roku wybrany do Białoruskiego Komitetu Narodowego ("Беларускі нацыянальны камітэт"). W grudniu wziął udział w I Zjeździe Wszechbiałoruskim w Mińsku, jako członek Rady BRL przyczynił się do wydania przez nią aktu niepodległości 25 marca 1918 roku. 
W pierwszym rządzie BRL objął tekę sekretarza oświaty, wyjeżdżał w misjach dyplomatycznych do Kijowa, Warszawy i Berlina, by lobbować za uznaniem niezależności BRL. 
Po rozłamie w Hramadzie organizował Białoruską Partię Socjaldemokratyczną, przyczynił się do stworzenia jej programu ideowo-politycznego. W lecie 1919 roku objął urząd wicepremiera w rządzie Antona Łuckiewicza oraz resort rolnictwa. 
W 1921 roku wyjechał do Wilna, gdzie zakładał Towarzystwo Szkoły Białoruskiej - został jego pierwszym prezesem. 
W 1919 roku wydał w Wilnie "Geografię Białorusi", która po drobnym opracowaniu stała się w 1922 roku podręcznikiem w szkołach na terenie BSRR. Pracował jako nauczyciel w gimnazjum białoruskim w Wilnie, wykładał geografię na kursach dla nauczycieli.
W sierpniu 1922 roku wyjechał do BSRR, gdzie podjął pracę w komisariacie rolnictwa, wykładał geografię i agronomię na Białoruskim Uniwersytecie Państwowym oraz w Instytucie Kultury Białoruskiej. W 1924 roku stworzył czasopismo "Płuh" ("Плуг") oraz białoruskie towarzystwo krajoznawcze.
W 1930 roku aresztowany pod zarzutem "białoruskiego nacjonalizmu" i więziony do sierpnia 1935 roku w centralnych obwodach Rosji. Ponownie aresztowany w czerwcu 1937 roku, rok później skazany na karę śmierci i rozstrzelany w omskim więzieniu. Rehabilitowany odpowiednio w 1957 i 1988 roku. 

## Publikacje
- "Географія Беларусі", Wilno 1919
- "Эканамічнае становішча Беларусі перад вайной і рэвалюцыяй"
- "Беларуская Савецкая Сацыялістычная Рэспубліка і яе акругі"
- "Тыпы геаграфічных ляншафтаў Беларусі" (dysertacja naukowa)
- "Арганізацыя сялянскай гаспадаркі ў раёнах Цэнтральнай Беларусі"
- "Геаграфічны і тапаграфічны нарыс Заходняй Беларусі"
- "Насельніцтва Заходняй Беларусі, яго нацыянальны і прафэсіянальны  склад"